# Demonax inops
Demonax inops là một loài bọ cánh cứng trong họ Cerambycidae.